# Gerald Drißner
Gerald Drißner (* 1977) ist ein österreichischer Journalist und Sachbuchautor.

## Leben
Drißner ist in Wald am Arlberg im Klostertal in Vorarlberg aufgewachsen und hat an der Handelsakademie in Bludenz maturiert. Nach dem Abschluss des Diplomstudiums der Volkswirtschaftslehre an der Universität in Innsbruck und an der Westfälischen Wilhelms-Universität Münster (1997 bis 2003) absolvierte Drißner die Henri-Nannen-Journalistenschule (2004/2005) in Hamburg. 2008 bis 2009 arbeitete er als Redakteur für die Zeitschrift Stern im Deutschlandressort und leitete das Büro in Frankfurt am Main.
Auf eigenen Wunsch gab Drißner die Redakteurstelle auf, um in Ägypten Arabisch zu studieren und dort als freier Journalist zu arbeiten. In Ägypten lebte Drißner von 2006 bis 2007 und von 2009 bis 2012, wo er an der Universität Alexandria insgesamt fünf Jahre Arabisch studierte und als freier Journalist arbeitete. Außerdem wohnte er in Istanbul (2013/2014), Tunesien (2015/2016) und in Athen (2017/2018). Derzeit lebt Drißner abwechselnd in Berlin und in arabischen Ländern.
Drißner schreibt hauptsächlich über die arabische Welt. Seine Reportagen und Analysen erscheinen in deutschen, österreichischen und Schweizer Medien, darunter die Zeitschrift Stern, Der Tagesspiegel, Internationale Politik, Datum, profil und NZZ am Sonntag. Sein Text „Glücklich ist tot“, der im November 2010 im Magazin Datum erschienen war, beschrieb Wochen vor dem Arabischen Frühling die Stimmung in Ägypten und wurde 2011 mit dem Axel-Springer-Preis für junge Journalisten ausgezeichnet.
Drißner veröffentlichte zunächst Reiseliteratur im Dumont-Reiseverlag. Später spezialisierte er sich darauf, Nichtmuttersprachlern die arabische Grammatik zu erklären. Seine Bücher veröffentlicht er im Selbstverlag unter dem Namen pochemuchka books. Drißner betreibt seit 2015 die Webseite Arabic for Nerds, die Nachrichten und Wissenswertes zur arabischen Sprache veröffentlicht.
Außerdem arbeitet Drißner als externer Lehrbeauftragter an der Berner Fachhochschule, Departement Technik und Informatik, in der Forschung.

## Auszeichnungen
- 2006: Columbus-Förderpreis der Vereinigung deutscher Reisejournalisten für den Text „Ein Kessel Braunes“, erschienen in der Financial Times Deutschland
- 2010: Teilnahme an der „Bucerius Summer School on Global Governance“ der ZEIT-Stiftung in Hamburg
- 2011: Axel-Springer-Preis: Kategorie Print (Wochen-/Monatspublikationen) für den Text Glücklich ist tot[11]
- 2011: Meridian-Journalistenpreis, 3. Platz, für den Text „Saudi und Gomorrha“, erschienen in der Financial Times Deutschland[12]
- 2012: Hansel-Mieth-Preis: 1. Preis für die Reportage „Guantánamo“ (zusammen mit einem Team des Magazins Stern)
- 2015: Johann-Gottfried-Seume-Literaturpreis: lobende Erwähnung für das Buch „Schwarzer Tee und Blaue Augen“
- 2017: Kathryn W. Davis – Fellowship for Peace[13]
- 2020: Piazza Grande Religion Journalism Award der „International Association of Religion Journalists“: lobende Erwähnung für den Text „Kolossale Ambitionen einer kleinen Stadt“ erschienen im Magazin der LGT-Bank

## Bücher (Auswahl)
- Als Spion am Nil, Dumont-Reiseverlag, Ostfildern 2013, ISBN 978-3-7701-8252-7
- Schwarzer Tee und blaue Augen, Dumont-Reiseverlag, Ostfildern 2014, ISBN 978-3-7701-8263-3
- In einem Land, das neu beginnt, Dumont-Verlag, Ostfildern 2015, ISBN 978-3-7701-8272-5
- Arabic for Nerds one, pochemuchka books, Berlin 2015, ISBN 978-3-9819848-7-3
- Islam for Nerds, pochemuchka books, Berlin 2016, ISBN 978-3-9819848-9-7
- Arabic for Nerds two, pochemuchka books, Berlin 2018, ISBN 978-3-9819848-0-4
- Erfolgreiche Geschäfte in der Golfregion: Wie Exporteure mit dem Wandel in Saudi-Arabien und den Golfstaaten umgehen können, Springer-Gabler 2024, ISBN 978-3-658-43293-5, doi:10.1007/978-3-658-43294-2